# Manuel Albuerne

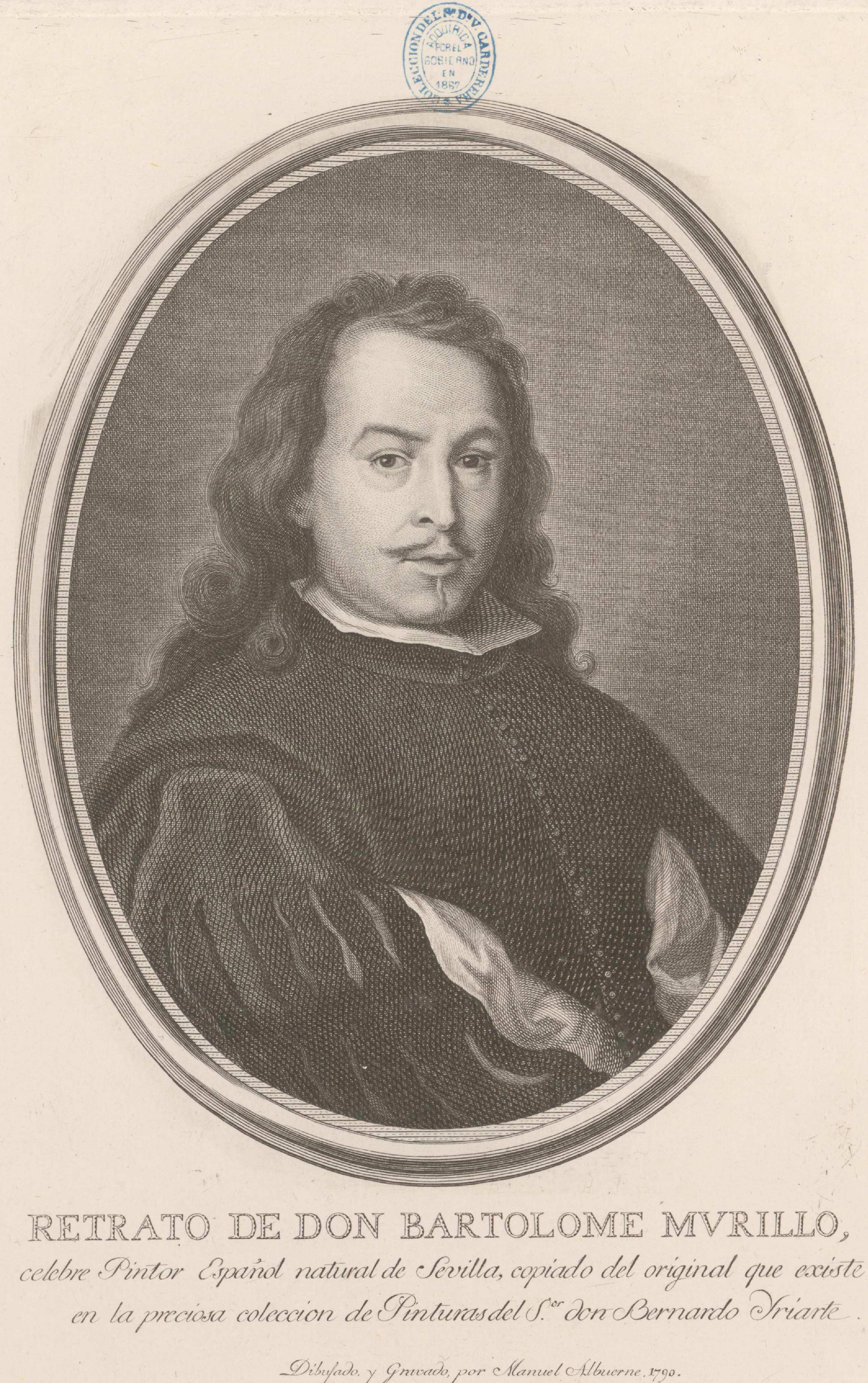
«Retrato de don Bartolomé Murillo, célebre Pintor Español natural de Sevilla, copiado del original que existe en la preciosa colección de Pinturas del S.or Don Bernardo Yriarte. /Dibujado, y Gravado por Manuel Albuerne. 1790». Biblioteca Nacional de España.

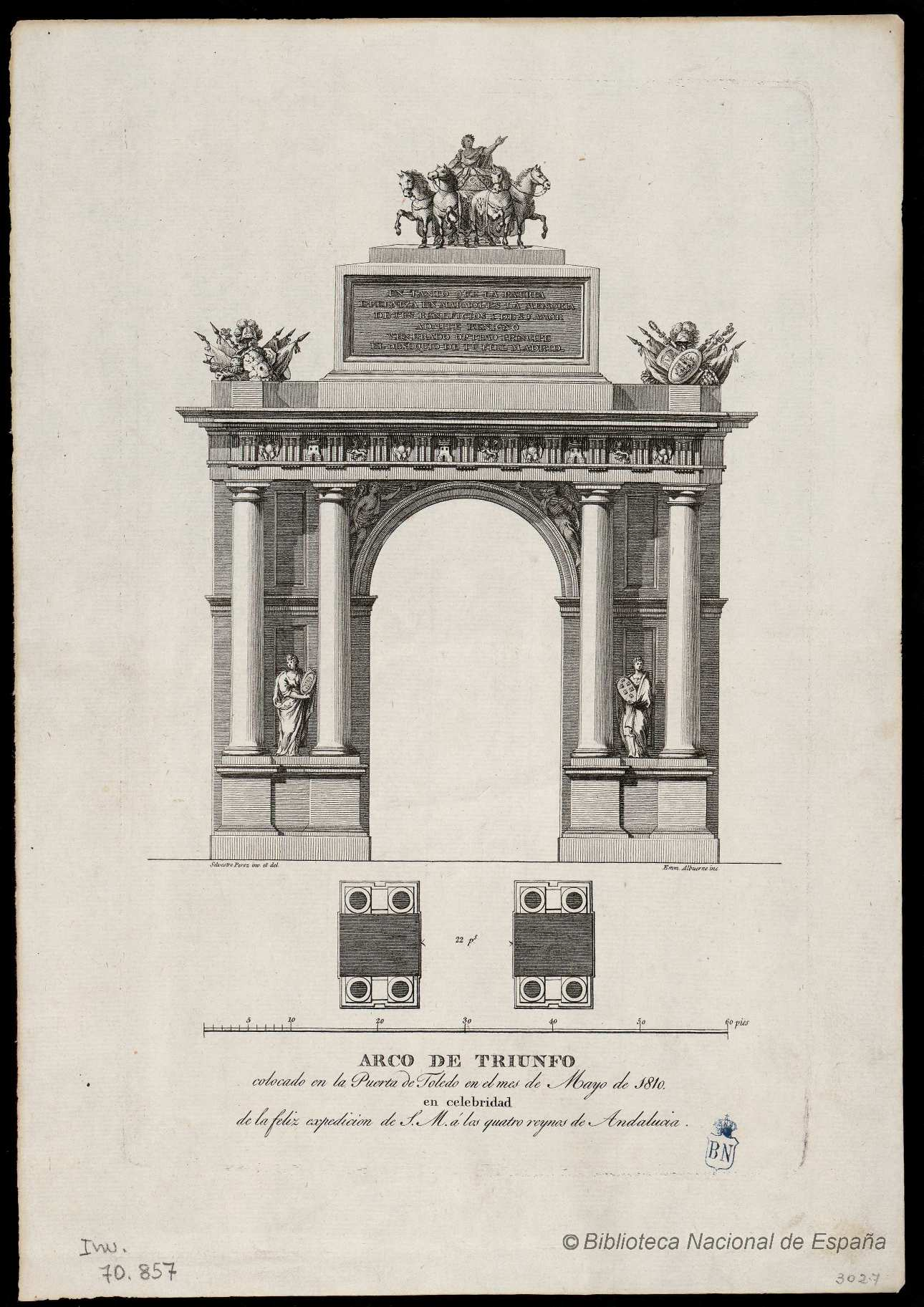
Grabado de Manuel Albuerne sobre dibujo de Silvestre Pérez. Inscripción: «Arco de triunfo colocado en la Puerta de Toledo en el mes de mayo de 1810 en la celebridad de la feliz expedición de S. M. a los quatro reynos de Andalucía». Biblioteca Nacional de España.

Manuel Albuerne (Calahorra, 1764 - Madrid, 1815) fue un calcógrafo español.

## Biografía
Formado en la Real Academia de Bellas Artes de San Fernando, en 1782, con 18 años, firmó y fechó en Madrid una imagen de la Virgen con el Niño enmarcada en un tondo por pintura de Pierre Mignard, con la inscripción «Mater Creatoris. Ora pro nobis». 
De 1790 es la que quizá sea su obra más conocida, el autorretrato de Murillo «copiado del original que existe en la preciosa colección de Pinturas del Sr. don Bernardo Iriarte», grabado por dibujo propio. 
Con pulcritud técnica y correcto dibujo abrió estampas de devoción  —San Ramón Nonato, San Antonio Abad, El patriarca san José, las dos últimas por dibujo de Antonio Rodríguez— e ilustraciones de libros científicos favorecidos por el pensamiento ilustrado, como los ensayos sobre el origen y propagación del calor incluidos en la traducción hecha por orden de la Real Sociedad Económica de Madrid de los Ensayos políticos, económicos, filosóficos de Benjamin Thompson, Madrid, Imprenta Real, 1800-1801.
Son suyas algunas de las ilustraciones del Quijote anotado por Manuel José Quintana (Madrid, Imprenta Real, 1797-1798) y abrió varias láminas para una edición finalmente no publicada de las Novelas ejemplares, para la que el impresor Antonio Sancha había encargado los dibujos a Luis Paret y Alcázar. También participó en la Historia general de los trages que usan actualmente todas las naciones del mundo, formada por 400 láminas calcográficas en cinco volúmenes, Madrid, en la Imprenta de Vega y compañía, 1799 y 1804-1805, y en la Colección General de los trages que en la actualidad se usan en España: principiada en el año 1801, formada por 102 láminas reunidas en catorce cuadernillos sobre dibujos de Antonio Rodríguez grabados por José Vázquez, Francisco de Paula Martí, Pedro Vicente Rodríguez y Albuerne. Su grabado del Emblema del Real Instituto Militar Pestalozziano, que sirvió de ilustración del libro de Johann Heinrich Pestalozzi, El A.B.C. de la visión intuitiva o Principios de la visión relativamente a los tamaños, Madrid, Imprenta Real, 1807, es el más directo y completo testimonio que se ha conservado de lo que fue el desaparecido cuadro encargado a Goya un año antes por el Gobierno presidido por Manuel Godoy, destruido probablemente en 1808.
Firmó, por dibujo de Antonio Rodríguez, el retrato de Napoleón, «Emperador de los franceses y rey de Italia», que ilustraba la edición del Catecismo para el uso de todas las iglesias del Imperio Francés / aprobado por el Cardenal Caprara...; y mandado publicar por el Emperador Napoleón, Madrid, 1807, y tres años después el grabado del arco triunfal alzado en la Puerta de Toledo en honor de José I, por dibujo de Silvestre Pérez, autor del proyecto. Terminada la ocupación tuvo tiempo todavía de grabar el retrato de Fernando VII por dibujo de Antonio Guerrero a partir del que le pintase Vicente López, publicado como hoja de lámina ante la portada de los Apuntes para la Historia de España, ó Verdaderos y únicos principios de la imprevista y milagrosa revolución de Sevilla, realizada en la noche del 26 de mayo del año de 1808. Escritos, corregidos y enmendados por Mirtilo Sicuritano [seudónimo de Nicolás Tapia y Núñez de Rendón]. Dedicados al Rey Nuestro Señor (Q. D. G.) don Fernando VII de Borbón, el deseado, el perseguido, el amado, en la Imprenta que fue de Fuentenebro, Madrid, 1814.